# Fulltofta socken
Fulltofta socken i Skåne ingick i Frosta härad och området ingår sedan 1971 i Hörby kommun och motsvarar från 2016 Fulltofta distrikt.
Socknens areal är 46,69 kvadratkilometer varav 39,63 land. År 2000 fanns här 1 119 invånare. Tätorten Ludvigsborg samt herrgården och kyrkbyn Fulltofta med sockenkyrkan Fulltofta kyrka ligger i socknen.

## Administrativ historik
Socknen har medeltida ursprung. 
Vid kommunreformen 1862 övergick socknens ansvar för de kyrkliga frågorna till Fulltofta församling och för de borgerliga frågorna bildades Fulltofta landskommun. Landskommunen uppgick 1952 uppgick i Östra Frosta landskommun som uppgick 1969 i Hörby köping som ombildades 1971 till Hörby kommun. Församlingen uppgick 2002 i Hörby församling.
1 januari 2016 inrättades distriktet Fulltofta, med samma omfattning som församlingen hade 1999/2000.  
Socknen har tillhört län, fögderier, tingslag och domsagor enligt vad som beskrivs i artikeln Frosta härad. De indelta soldaterna tillhörde Norra skånska infanteriregementet, Frosta kompani och Skånska dragonregementet, Torna skvadron, Sallerups kompani. 

## Geografi
Fulltofta socken ligger norr om Hörby med Ringsjön i väster och Linderödsåsen i öster. Socknen är i väster en odlad  slättbygd och i öster en kuperad mossrik skogsbygd.

## Fornlämningar
Från stenåldern är ett 30-tal boplatser funna. Från bronsåldern finns gravhögar. Från järnåldern finns spridda gravar och fyra gravfält med domarringar, stensättningar och resta stenar. 

## Namnet
Namnet skrevs 1350 Folätoftha och kommer från kyrkbyn. Namnet innehåller fåle, 'häst' och tofta, 'tomt, äga'.